# Ventilationskontrollerad brand
Ventilationskontrollerad brand benämns en brand i ett slutet utrymme där den tillgängliga mängden syre i rummet blir för låg i förhållande till mängden producerade brandgaser för att fullständig förbränning av brandgaserna ska kunna ske. Vid en ventilationskontrollerad brand ansamlas stora mängder oförbrända brandgaser i brandrummet.